# Ho bisogno d'amore
Ho bisogno d'amore è un brano musicale cantato da Paolo Meneguzzi, pubblicato dall'etichetta discografica Dischi Ricordi il 10 ottobre 2007 come terzo singolo estratto dall'album Musica.